# Nastätten
Nastätten é um município da Alemanha localizado no distrito de Rhein-Lahn, estado da Renânia-Palatinado.

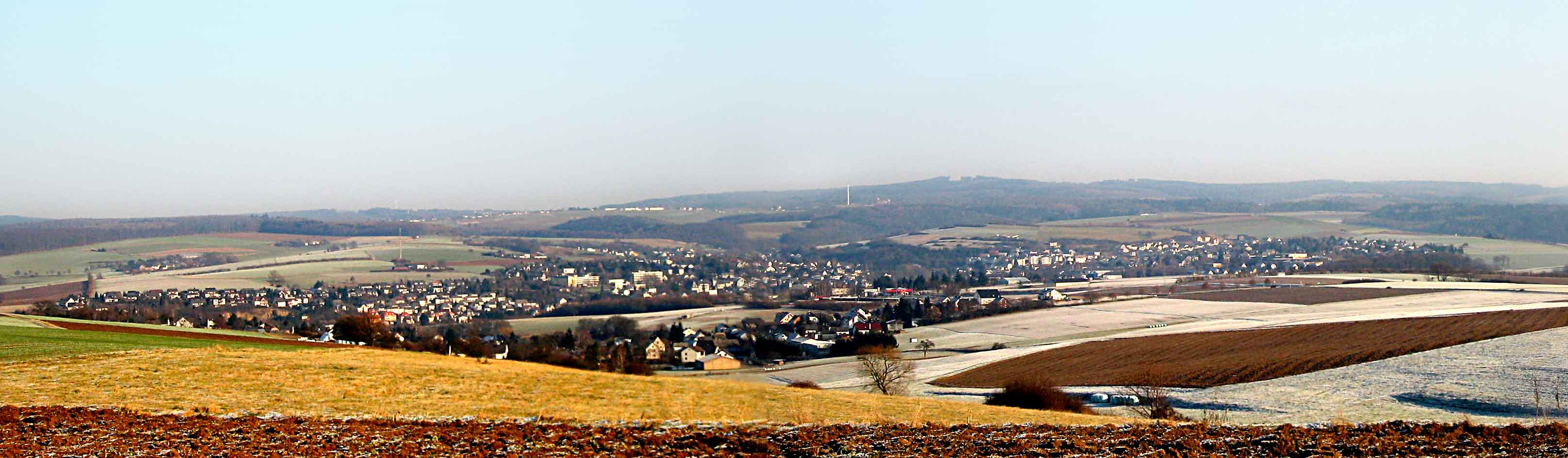